# ペグーホソユビヤモリ
ペグーホソユビヤモリ（学名：Cyrtodactylus peguensis）は、ヤモリ科ホソユビヤモリ属に分類されるヤモリ。

## 分布
- C. p. peguensis

ミャンマー南東部（タイにも分布する可能性あり）
- C. p. zebraicus

タイ南部、マレーシア（マレー半島北部）

## 形態
全長12cm。背面には網目状の斑紋が入るが、個体による変異が大きく亜種や別種の同定は難しい。

## 分類
- Cyrtodactylus peguensis peguensis　(Boulenger, 1893)
- Cyrtodactylus peguensis zebraicus　Taylor, 1962

## 生態
低地の森林やその周辺にある草原等に生息する。半樹上性で主に地表で活動するが、低木に登ることもある。夜行性で、昼間は落ち葉や倒木の下で休む。
食性は動物食で、昆虫類、節足動物等を食べる。
繁殖形態は卵生。発情したオスはメイティングコールを出してメスに求愛する。1回に1-2個の卵を産む。卵は30℃で80-100日（最高で110日）で孵化した例がある。

## 人間との関係
ペットとして飼育されることもあり、日本にも輸入されている。属内では流通量が多い。主に野生個体が流通するが、飼育下繁殖個体が流通することもある。テラリウムで飼育される。小型種のためあまり大きなケージは必要とせず、またあまり立体的な活動を行わないため高さも必要ないとされる。湿度の高い環境を好むため、床材として保湿力のあるヤシガラ土や腐葉土等を敷く。